# 杨国栋 (武陵侯)
杨国栋，字瑞宇，是活跃于明朝弘光、永历年间的武将，被封为武陵侯，后被清军包围，战败阵亡。他和明朝天启、崇祯年间的阉党人物杨国栋并非一人。

## 生平
杨国栋少年时，曾作为低级的武官把总，参加了平定奢崇明之乱的战役。后来成为熊文灿的部下，累功至参将。因为严禁部下抢掠百姓，导致部队缺少粮食，军士逃散，独自闲居在长沙。堵胤锡召之复起。隆武二年（1646年），被永历帝授总兵官，挂镇朔将军印。曾与明将牛万财等收复湖南常德。因功封武陵伯，后又晋武陵侯。永历四年（1650年），清定南王孔有德挥师南下，杨国栋败走广西等地，被围殉国。

## 家庭
杨国栋自称是明正德年间名臣杨廷和的后代。

## 引用
1. ↑  《永历实录》卷10《曹杨张列传》：“少应募，从征奢崇明，为把总。已，隶熊文灿为材官，渐积功次，以援剿参将领马步军千余人，从郧抚王永祚守襄阳。”
2. ↑  《永历实录》卷10《曹杨张列传》：“上即位，擢总兵官，挂镇朔将军印。常德陷，国栋从胤锡与马进忠屯永定卫。国栋与牛万财据山而守，清游骑来攻，辄击却之。马进忠出师，国栋、万财尾其后，与收常德。”
3. ↑  《永历实录》卷10《曹杨张列传》：“自云籍本新都，故相杨廷和之族孙。”